# Pseudalmenus barringtonensis
Pseudalmenus barringtonensis är en fjärilsart som beskrevs av Waterhouse 1928. Pseudalmenus barringtonensis ingår i släktet Pseudalmenus och familjen juvelvingar. Inga underarter finns listade i Catalogue of Life.